# Бузијаго Векио (Падова)
Бузијаго Векио је насеље у Италији у округу Падова, региону Венето.
Према процени из 2011. у насељу је живело 253 становника. Насеље се налази на надморској висини од 25 м.